# Lack Brothers

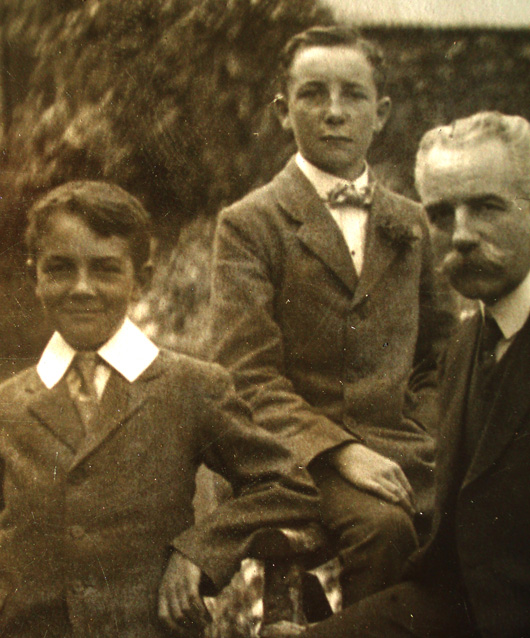
William J Lack rechts, met zijn zonen Stanley (links) en Charles (midden)

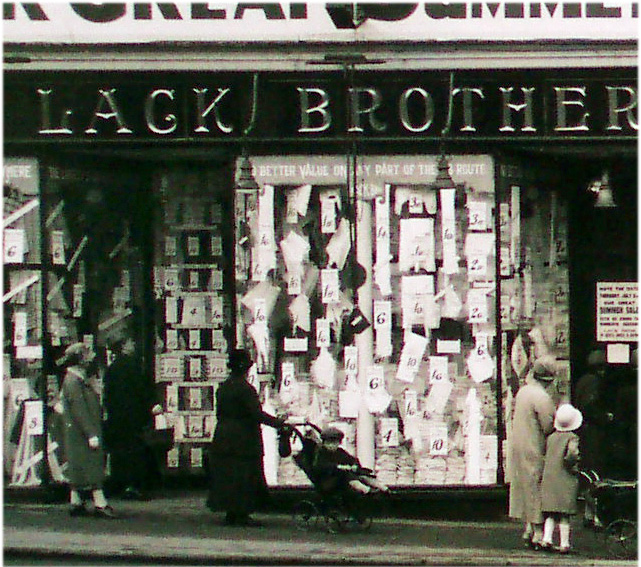
Een close-up van de winkel in 1926

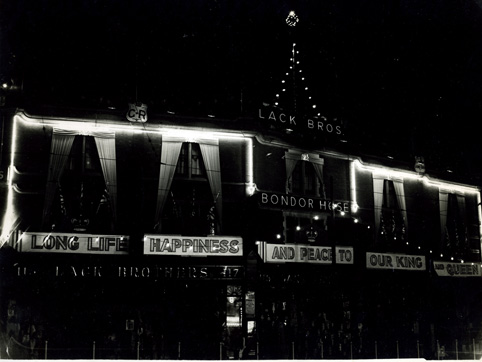
Decoraties uit 1935 voor de viering van het jubileum van George V

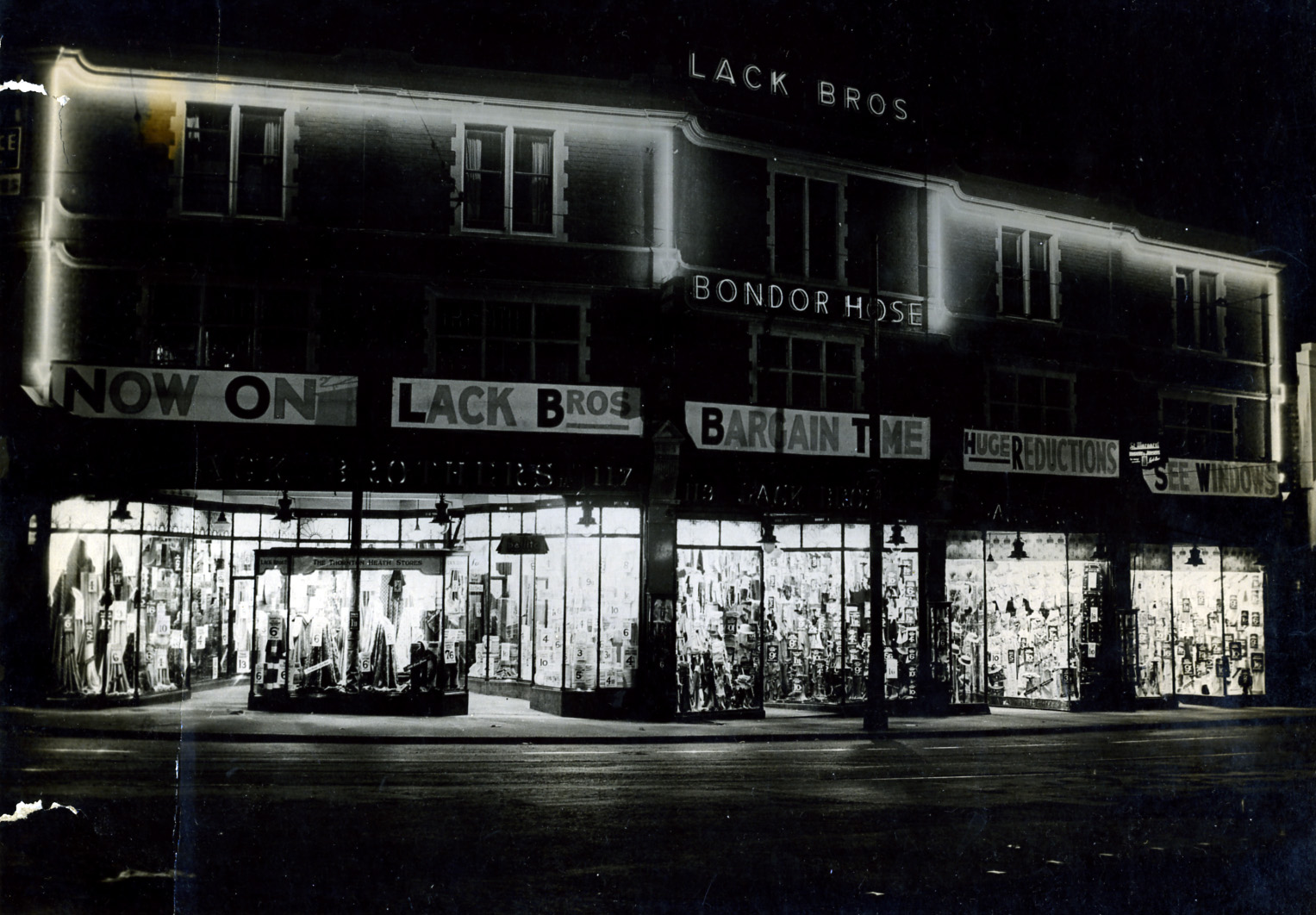
Lacks in 1937 ten tijde van de kroning van George V1 in 1937

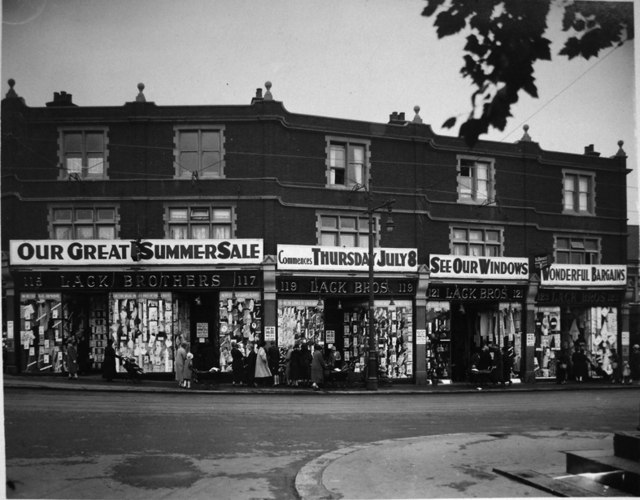
Lack Brothers aan Thornton Heath High Street 115-123, in de zomer van 1926

Lack Brothers was een warenhuis gevestigd in Thornton Heath in Croydon, Engeland.

## Geschiedenis
Lack Brothers werd in 1898 in Walthamstow, Engeland, opgericht door William en Thomas Lack als een stoffenzaak. De familie Lack, oorspronkelijk afkomstig uit Mitcham, was al sinds het begin van de 18e eeuw betrokken bij de linnenhandel. 
De onderneming groeide met de opening van een nieuwe winkel in Thornton Heath High Street in 1906.
De nieuwe winkel beschikte over een restaurant, een dameskapper, een hoedenafdeling en een speelhal met de eerste flipperkasten in de kelder. In 1927 werd het bedrijf een geregistreerde juridische entiteit en breidde het uit naar aangrenzende panden. Het was destijds gevestigd op High Street 115-123 in Thornton Heath. 
Begin jaren 1930 floreerde de handel, met uitgebreide decoraties voor het jubileum van George V en voor de kroning van George V1 in 1937. De winkel beschikte over een Lamson-buizenpostsysteem voor geldoverdracht.
Geen van beide zoons van William J. Lack, Charles en Stanley, die een privé-opleiding hadden gevolgd, wilde het familiebedrijf daadwerkelijk voortzetten, nadat hun vader in 1936 op 65-jarige leeftijd overleed. Dit leidde tot de sluiting van de winkel in 1938.